# Heller Farkas

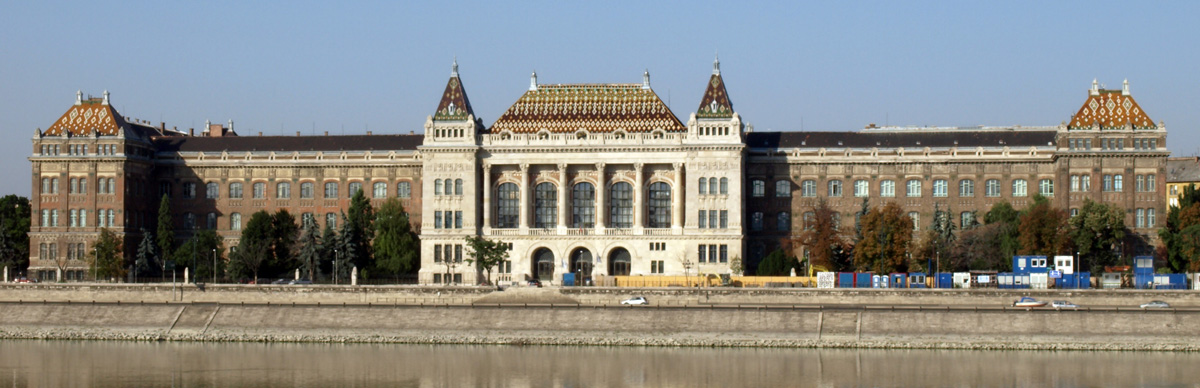
1914-1947 között a József Nádor Műszaki és Gazdaságtudományi Egyetemen tanított

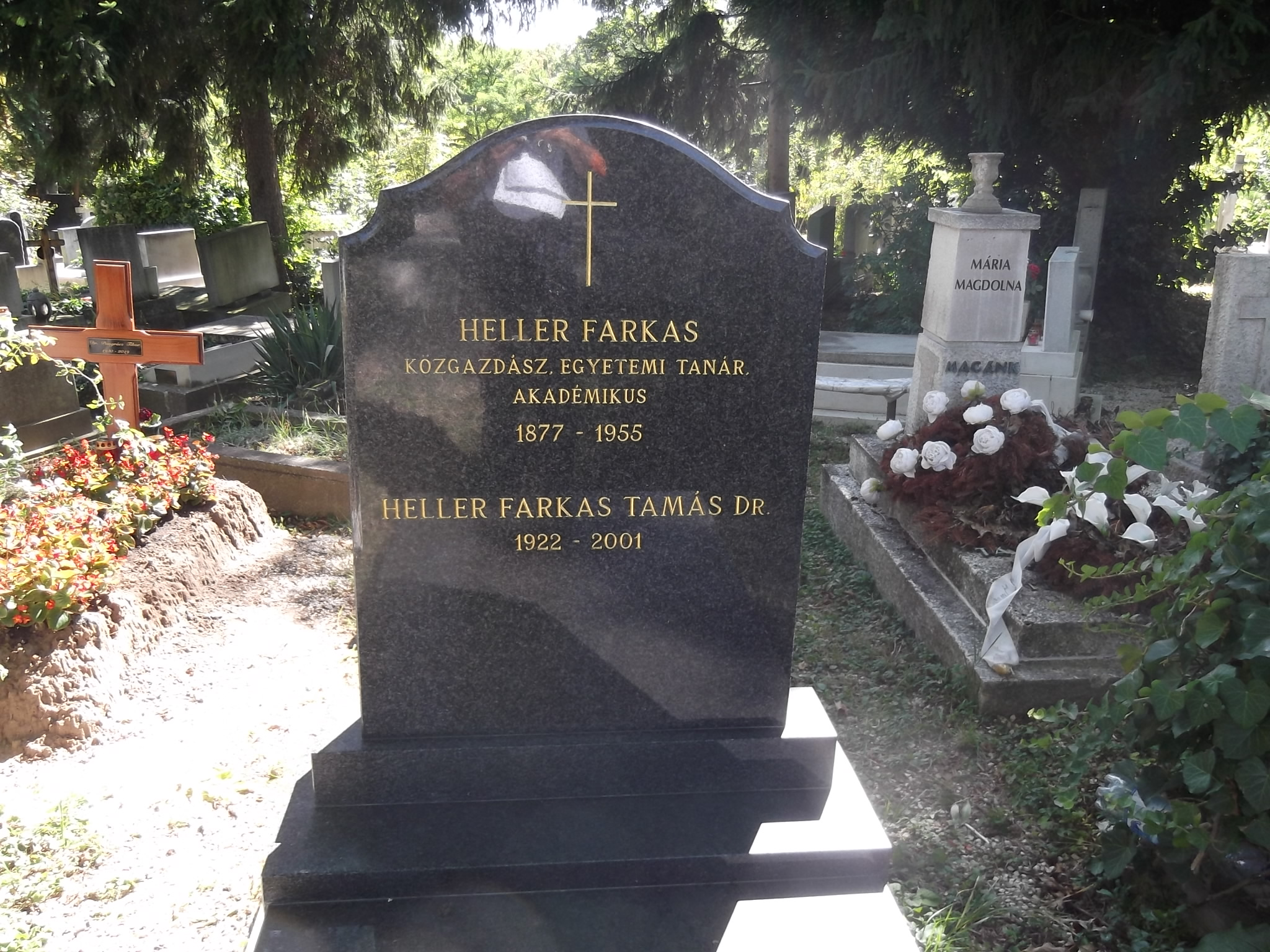
Heller Farkas és fia, Heller Tamás sírja a Farkasréti Temetőben. 28/2, 1, 81, védett sír 2004

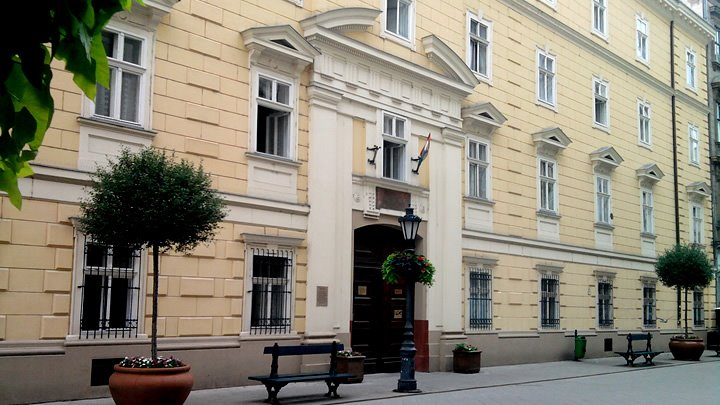
A Heller Farkas Szakkollégium Váci utcai épülete, Budapest, Váci utca 47. 2011-ben

Heller Farkas (teljes nevén Heller Farkas Henrik) (Budapest, 1877. május 9. – Budapest, 1955. szeptember 29.) közgazdász, egyetemi tanár, a Magyar Tudományos Akadémia tagja, Heller Ágost fizikus, író, tudománytörténész fia.

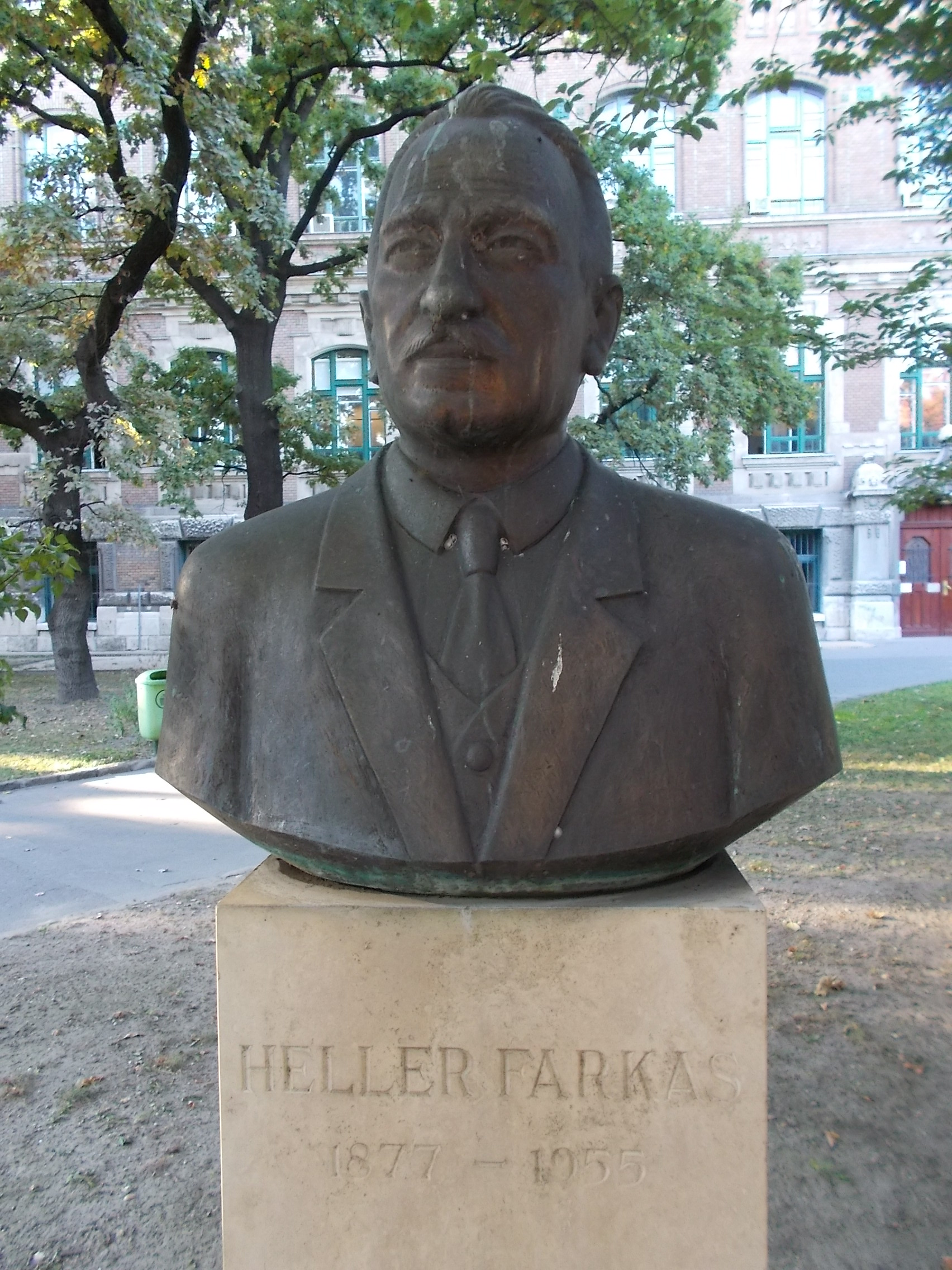
Heller Farkas (1877–1955) – az első közgazdász mellszobra (Eőry Emil, 2007.), a Budapesti Műszaki Egyetemen. Budapest, XI. kerület, Lágymányos városrész, Műegyetem rakpart 4-6, BME szoborpark.

## Származása
A Heller család Porosz-Sziléziából származott és az ott még ma is létező szorb kisebbséghez (szláv népcsoporthoz) tartozott. Dédapja még itt született, s fiatal korában az 1770-es évek második felében eljutva Magyarországra, Pesten telepedett le. Nagyapja, Heller Péter Pesten született, és mint cipész kisiparos kereste meg népes családjának a kenyeret. Heller Péter és felesége, Drescher Rozália (1810–1895) házasságából nyolc gyermek született, akik közül Ágost – Heller Farkas édesapja – volt a hetedik. Édesanyja lovag bleybachi Bolberitz Georgina (1854. július 26 –1920. március 2.) volt. Szülei 1876. augusztus 14-én kötöttek házasságot. Két testvére volt: Heller René (1878–1929. március 2.) vasúti mérnök és dr. Heller Erik (1880–1958) jogász, egyetemi tanár, a Magyar Tudományos Akadémia levelező tagja 1943–1949 között.

## Tanulmányai
Heller Farkas a német nyelvet anyanyelvi szinten beszélte, később angolul és franciául is megtanult. A négy elemi osztályt, mint magántanuló végezte el, nagy műveltségű édesanyja irányításával. Ezt követően tanulmányait az 1887. évtől kezdve a „Budapesti II. Kerületi Kir. Egyetemi Katholikus Főgymnasium”-ban folytatta, ahol 1895-ben jeles eredménnyel érettségizett. Az említett katholikus egyetemi főgymnasium 1893–94. évi tanévről kiadott évi értesítője (Lutter János igazgató adta közre) igen tanulságos olvasmány. Kiderül az, hogy a tanárok (pl. Baumgartner Alajos, Dr. Katona Lajos, Dr. Lechner László, Mialovich Mór, Dr. Reményi Ede, Szerelemhegyi Tivadar, Varga Ottó és mások) jelentős szakirodalmi működést fejtettek ki. Rendszeresen írtak tárcákat, ismertetéseket, tanulmányokat, bírálatokat, lexikon címszavakat stb. a különböző akkori lapokban (Pl. Pesti Napló, Élet, Nyelvtudományi Közlemények, Athenaeum stb. és német nyelvű folyóiratok olvashatók a publikációs jegyzékben). 
Különböző magánszemélyek és intézetek alapítványokat létesítettek a jól tanuló, de anyagilag nehéz helyzetben levő, tehetséges tanulók részére. Heller Farkas (Heller Henrik néven szerepelt a VII. osztályban, az 1893/94-es tanévben) elnyerte, a Plattschläger Mihály János-féle alapítványt, amelynek összege 150 forint volt és nyolc tanuló részesült ebből az alapítványból. Az idézett évkönyv adatai alapján Heller Erik negyedik osztályos, Heller René hatodik osztályos és Heller Henrik hetedik osztályos tanulók tandíjmentesek voltak és kitűnő eredményt értek el. 
A gimnázium elvégzése után, 1895 őszén a Budapesti Királyi Magyar Tudományegyetem Jog- és Államtudományi Karára iratkozott be, ahol a szabályszerű nyolc félév elvégzése után 1899. május 29-én végbizonyítványt nyert. A történeti- és vegyes jogtudományi szigorlatok letétele után – a közgazdaságtan és a statisztika iránti szeretettől vezérelve –, az államtudományi tudori (doktori) fok elnyerése céljából a kiegészítő államtudományi szigorlatot is letette. 1900. október 27-én kelt a tudori oklevele az államtudományi doktori fokozat elnyeréséről. Az államtudomány a tudományos nyelvben használatos régies kifejezés; az állami élet különféle területeivel foglalkozó tudomány. Heller Farkas először a Heller Farkas Henrik nevet használta, majd 1900 után a Henrik keresztnevet elhagyta.

## Szakmai pályafutása
Szakmai pályafutását a budapesti Kereskedelmi és Iparkamaránál kezdte, majd 1902-ben a földművelődésügyi minisztériumba került. 1907-ben a budapesti Műegyetemen a kereskedelem és iparpolitika magántanára, majd 1914-ben ugyanitt a közgazdaságtan és pénzügy rendkívüli tanára lett. Tudományos munkái sorozatosan jelentek meg, "Közgazdaság" című munkáját a Magyar Tudományos Akadémia Sztrókay-díjjal jutalmazta, sőt munkája Lipcsében német nyelven is megjelent. 
A Műegyetem neve 1934-től József Nádor Műszaki és Gazdaságtudományi Egyetem, és az egyetem öt kara közül a Közgazdaságtudományi Kar első dékánja Heller Farkas lett. Az első világháború után felajánlották neki a pénzügyminiszteri tárcát, ő azonban nem vállalta, inkább megmaradt az egyetemi katedránál és Ő lett a "száraz tudományok" egyik legélvezetesebb előadója az akkori egyetemi világban. 
Az 1945/46-os tanévben a Műegyetem rektora. 1925 és 1948 között a Közgazdasági Szemle szerkesztője volt. A Magyar Közgazdasági Társaság alelnöke, a Magyar Társadalomtudományi Társaság elnöke, a Közgazdasági Lexikon (Budapest, 1937) szerkesztője volt. 1921-ben lett a Magyar Tudományos Akadémia levelező tagja, majd 1934-től az MTA rendes tagja volt. Horthy Miklós kormányzó Heller Farkast 65-dik születésnapja alkalmából a Magyar Érdemrend középkeresztje kitüntetésben részesítette. Magas kormánykitüntetései miatt, a szocialista érában érdemeit háttérbe szorítva, hátrányos elbírálásban részesült. A kommunista időszak közgazdaságtana a piaci folyamatok elemzésével kevésbé foglalkozott, ez a gondolkodás akkoriban háttérbe szorult.
Heller Farkast  1949. november 29-én kizárták az Akadémia tagjainak sorából és tanácskozó tagnak minősítették vissza. A tanácskozó tagság csak formális címet jelentett. Az Akadémiának az átszervezéskor 257 tagja volt, akik közül csak 102 rendes és levelező, valamint egy tiszteleti tagot választottak újra. A régi tagok többsége – 122-en – tanácskozó taggá váltak. Mint az „MTA másfél évszázada 1825–1975” (Akadémiai Kiadó, Budapest, 1975.) című könyvben neves történész szerzők megállapították: „A régi tagok egy részének tanácskozó taggá történt minősítése során a túlzott követelmények, a szubjektív megítélések miatt hibás döntések is születtek.” (Uo. 368.) Az átszervezés során például az összes közgazdász akadémikust kizárták. Személy szerint Heller azt is joggal sérelmezte, hogy a II. osztály elnökeként (1948. január 12.–1949. november 29.) mindent megtett azért, hogy a zavartalan átmenetet biztosítsa. Az Igazgatótanács 1949. évi október 29.-i ülésén még részt vett, ahol az új alapszabályok tervezetét, a személyi javaslatokat és az új osztályok besorolását tárgyalták. Ezen az ülésen 19-en vettek részt, a közgazdászokat Varga István, Navratil Ákos és Fogarasi Béla képviselte Helleren kívül. Az Akadémia zárt összes ülése 1949. október 31-én fogadta el az új alapszabályokat, új tagokat választott és az új alapszabályok szerint újraválasztotta tagjait. Tudjuk, hogy 34-en szavaztak ez új alapszabályok mellett és öten ellene.
Az Akadémia új tisztikarát formálisan az 1949. november 29-i közgyűlés választotta meg. Főtitkár Alexits György lett, aki már korábban a Magyar Tudományos Tanács főtitkáraként (1949. február 25-től) az Akadémia átszervezését a Rákosi-rendszer, személy szerint Gerő Ernő irányításával vezette. Gerő Ernő 1949. február 25-én az alakuló ülésen meg is állapította: „A Tudományos Tanács új alapokra akarja helyezni a magyar tudományos élet fejlesztését. Az volt az érzésünk, a régi alapokon elindulni nem lehet.” (I. m. 365.) A Tudományos Tanács így a Párt felhatalmazásával az Akadémia átszervezését, illetve a kizárásokat irányította (i. m. 366.). Hellert érzékenyen érintette, hogy akadémiai tagságát megvonták, ezért 1951. december 30-án a következő levelet írta a TMB-nek: „… azzal a kérelemmel fordulok a t. Bizottsághoz, hogy részemre … a »Közgazdasági Tudományok doktora« tudományos fokozatot megadni szíveskedjék ... csatolom életrajzomat, tudományos munkáim jegyzékét, valamint a munkáimból rendelkezésemre álló példányokból 29 db-ot. Megjegyzem, hogy tudományos könyveim közül életem főművének a „Közgazdasági elmélet története” című munkát tartom, melynek egy példányát mellékelten csatolom.”
Több mint félév elteltével (1952. július 31-én) Tolnai Gábor, a TMB akkori titkára az alábbi levelet küldte Hellernek, és felbontatlanul visszaküldte csatolt publikációit is. „A Magyar Népköztársaság Elnöki Tanácsának 1951. évi 26. számú törvényerejű rendelete szabályozza a tudományok doktora és a tudományok kandidátusa fokozat bevezetését. A törvényerejű rendelet 7. §-ának 1. bekezdése alapján kérésére a Tudományos Minősítő Bizottság eddigi tudományos munkásságát felülvizsgálta. A Tudományos Minősítő Bizottság az Ön eddigi munkássága alapján tudományos fokozat odaítélésére irányuló kérelmét nem tartotta teljesíthetőnek.” Heller Farkast, akinek könyveit angol és spanyol nyelven forgalmazták ez időben (1950-es évek eleje) Ausztráliában, Mexikóban, Dél-Amerikában, Spanyolországban, Montevideóban és másutt, itthon újabb megaláztatások is érik. A TMB megküldi Pályázati felhívását az 1952. évi aspirantúrára, és azt javasolja, hogy a világhírű, 75 éves professzor jelentkezzen aspirantúrára a kandidátusi fokozat megszerzése érdekében. 1989-ben rehabilitálták, s visszanyerte akadémiai tagságát. Heller Farkas mellőztetésének éveiben családján, illetve a Bolberitz családon kívül csak Kádas Kálmánnal és Theiss Edével érintkezett, rendszeresen hetente egyszer találkoztak és tudományos eszmecserét folytattak.

## Kutatási területe
Széles körű elméleti-közigazgatási és elmélettörténeti munkásságot fejtett ki. Az osztrák közgazdaságtani iskola híve és követője volt. Később az áralakulás és jövedelemelosztás egyensúlyi elmélete felé hajlott. Behatóan foglalkozott a konjunktúrakutatással, e területen elméletileg a cambridge-i iskolához közeledett. A piaci folyamatok elemzésében Marshall tanaiból indult ki és mind több figyelmet fordított a kvantitatív vizsgálatokra és azok eredményeire. Későbbi munkáiban nagy hatással voltak rá Keynes nézetei és gazdaságpolitikai megállapításai.
Élete utolsó évtizedeiben nagyszabású pénzelméleti és külkereskedelem-elméleti kutatásokat végzett. Sokat foglalkozott a gazdaságpolitika tudományos megalapozásának kérdéseivel.
Ismertté vált publikációnak a száma 144. Ld.: Heller Farkas irodalmi munkássága.Sipos Béla. Heller Farkas. Akadémiai Kiadó. 1990.

## Magánélete
1919. augusztus 31-én megnősült. Felesége, Klasz Paula (1890. július 26. – 1971. május 21.) volt, dr. Klasz Pál belügyminisztériumi titkár lánya. Klasz Paula férjhezmenetele előtt okleveles tanárnő volt, és könyvtárosként a műegyetem közgazdasági osztályán dolgozott. Klasz Paula nemcsak a három gyermek (a negyedik első éves korában meghalt) nevelését vállalta magára, hanem teljesen alkalmazkodott Heller társaságkerülő és teljesen a tudomány szolgálatába állított speciális életviteléhez. Férjhezmenetele után állását otthagyta, és a háztartást vezette. Ezen kívül férje nélkülözhetetlen munkatársa is volt. Ez nemcsak abban állt, hogy egészen a késő éjszakai órákig hajlandó volt férjének gépelési munkát végezni, hanem ő volt első lektora Heller angol nyelvű tudományos tevékenységének. Iskoláit ugyanis részben Londonban végezte – angolul anyanyelvi szinten tudott – és így lektorálni tudta férje angol nyelvű munkáit. Tudományos ambícióit is feladta, hiszen – férjhezmenetele előtt – korábban publikált.
Gyermekei:
- Heller Klára (1920. október 29. –) férjezett, Márki Tamásné, német-angol szakos bölcsész végzettségű, 1947-től külföldön, előbb Olaszországban, majd 1951-től Brazíliában él. Férje a Sao-Paulo-i Állami Egyetemen a római jog professzora volt.
- Heller Farkas Tamás (1922. december 18. – 2001) Édesapja sírjában temették el. Az ÉDÁSZ V. (Győr) főosztályvezető jogtanácsosa volt. Több cikke jelent meg a Jogtudományi Közlönyben és a Belügyi Szemlében, kriminológiai és kriminál statisztikai témakörökben.
- Heller Erik (1925. október 30. – 1947. július 6.) IV. éves műegyetemi hallgató korában halt meg agyhártyagyulladásban. A műegyetem gépészmérnöki kar fizika tanszékén demonstrátor volt.

## Közéleti szerepvállalása
- 1922-től az Országos Közélelmezési Tanács tagja
- 1922-től a Magyar Statisztikai Társaságnak az alapítás évétől tagja
- 1924-től a Törvényes Munkásvédelem Magyarországi Egyesületének ügyvezető alelnöke, a Magyar Társadalomtudományi Egyesület igazgatója
- 1925-től az Országos Takarékossági Bizottság tagja és e Tanácsban a népjóléti tárca előadója
- 1926-tól a Biztosítási Szaktanács tagja
- 1926-tól a Magyar Statisztikai Társaság Választmányának tagja
- 1929-ben Boroszlóban Magyarország hitelügyeiről tart előadást. Ennek alapján a Schlesische Gesellschaft für Vaterländische Kultur levelező tagjai sorába választotta. Jellemző adalék Heller magatartására, hogy a Magyar Közgazdasági Társaság elnöki pozícióját soha nem fogadta el, ugyanis ezt a feladatot 1926 és 1949 között Éber Antal töltötte be, aki zsidó származása miatt 1942-ben lemondott, de Heller a lemondást nem akarta elfogadni, s a lemondó levelet nem továbbította, hanem íróasztalába süllyesztette
- 1930-tól az Országos Statisztikai Tanács tagja
- 1933-tól az Országos Kartellbizottság alelnöke, az Országos Közoktatásügyi Tanács tagja, a Magyar Társadalomtudományi Társaság elnöke
- 1934-től a Magyar Tudományos Akadémia Nemzetgazdasági Bizottságának elnöke
- 1935-től az Országos Felsőoktatásügyi Tanács és egyúttal végrehajtó bizottságának tagja, az Akadémia Értekezések a Nemzetgazdaságtan és Statisztika Köréből c. sorozatának szerkesztője
- 1936-tól az Országos Ösztöndíjtanács alelnöke, az Országos Felső Kereskedelmi Iskolai Tanárvizsgáló Bizottság tagja, az Árvizsgáló Bizottság alelnöke
- 1937-től az Országos Kartellbizottság elnöke, az Országos Iparügyi Tanács tagja és szociálpolitikai osztályának elnöke, az Országos M. Kir. Gazdasági Szaktanárvizsgáló Bizottság és a Gazdasági Szaktanárképző Intézet igazgatótanácsának tagja
- 1939-től a Biztosítási Szaktanács tagja, a Magyar Társadalomtudományi Társulat és a Debreceni gróf Tisza István Tudományos Társaság tiszteleti tagja

## Díjai, elismerései
- Corvin-koszorú (1930)

## Emlékezete

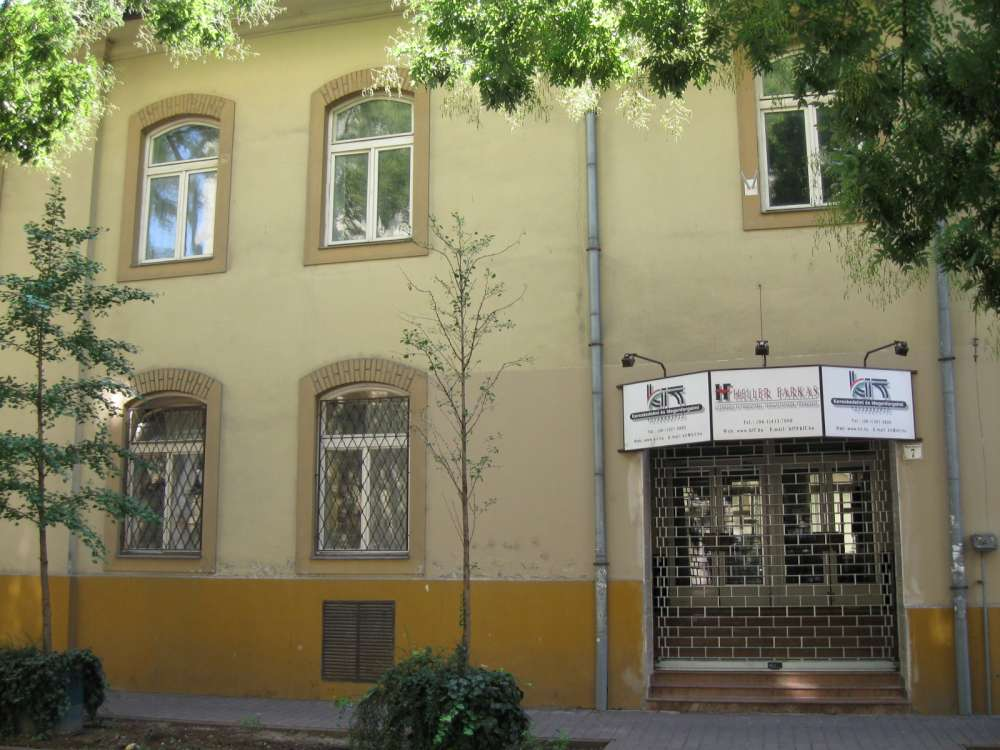
Heller Farkas Gazdasági és Turisztikai Szolgáltatások Főiskolája. Budapest, VII. ker., Hutÿra Ferenc u. 7.

- A Farkasréti temetőben található sírját a Nemzeti Emlékhely és Kegyeleti Bizottság 2004-ben védetté nyilvánította.
- Róla nevezték el a Budapesti Corvinus Egyetem Heller Farkas Szakkollégiumát (1996-ban) és a Budapesti Kommunikációs és Üzleti Főiskola Heller Farkas Turisztikai és Gazdasági Karát (2001-ben).[9]
- A Műegyetem 1998-ban alakult Gazdaság- és Társadalomtudományi Karának dékáni láncára Heller Farkas arcképe került. A karon 1999 óta működik a Heller Farkas Alapítvány. Egykori lakhelyét (Budapest XI., Petzval J. u.) emléktábla jelöli. A Műegyetem kertjében (a K épület mellett) 2007-ben avatták fel szobrát. Az egyetem Q épületének Q-II előadóterme is az ő nevét viseli.
- Emlékét őrzi a Heller Farkas-díj, amelyet a Pénzügyminisztérium alapított.
- Heller Farkas Füzetek. (2004-2011) Kiadta a Pázmány Péter Katolikus Egyetem Jog- és Államtudományi Kar.[10]

## Fontosabb művei
- Az ECONBIZ Find Economic Literature 33 Heller Farkasról írt tanulmányt illetve Heller Farkas könyveinek az adatait közölte.[11]
- Heller Farkas (1877-1955) 44 könyvének az adatai. OSZK. Katalógus.[12]
- Törvényjavaslat az áru-részletügyletekről (Heller Farkas Henrik néven) Közgazdasági Szemle 1900. 49–51.[13]
- Németország kereskedelmi politikája (Heller Farkas Henrik néven) Közgazdasági Szemle 1900. 752–769.[14]
- A határhaszon elmélete. Budapest, Politzer Zs. és fia, 1904. (A Magyar Tudományos Akadémia által az Ullmann-díjjal jutalmazott pályamunka.) 179.
- Határhaszonelmélet és munkaelmélet. 1–2. Közgazdasági Szemle 1904. 463–473. és 516. és 533.[15]
- A határhaszonelmélet és az uralkodó értékelméletek. 1–2. Közgazdasági Szemle 1906. 110–121. és 176–185.[16]
- A határhaszonelmélet bírálata. 1–2. Közgazdasági Szemle 1906. 531–538. és 591–600.[17]
- Közgazdaságtan. I. kötet. Elméleti közgazdaságtan. 1919. Németh J. K. Budapest, 383. (2. kiadás, 1921. 3. kiadás 1925. 4. kiadás 1942. 5. kiadás 1945. 6. kiadás 1988)
- Közgazdaságtan II. kötet. Közgazdasági politika. I. kiadás. Németh J. K., Budapest, 1920. 499. (2. kiadás 1923. 3. kiadás 1932. 4. kiadás 1947. 5. kiadás 1988)
- Szociálpolitikai feladataink. Közgazdasági Szemle 1920. 639–665.[18]
- A társadalmi kérdés megoldásának útjai. A társadalombölcseleti rendszerek ismertetése. Németh J. K., Budapest, 1920. 48.
- Valutapolitika. Németh J. K., Budapest, 1920. 69.
- Szociálpolitika. Németh J. K., Budapest, 1920. 126.
- Az egyetemi autonómia. Szózat 1920. január 8.
- Pénzügytan I. Németh J. K., Budapest, 1921. 280. (2. kiadás 1943.)
- Die Grundprobleme der theoretischen Volkswirtschaftslehre. Leipzig, 1921. Online Dr. Wolfgang Heller: Die Grundprobleme der theoretischen Volkswirtschaftslehre
- A pénzelmélet fejlődése. Közgazdasági Szemle 1921. 196–222.[19]
- A háború és a közgazdaságtan elmélete. (Akadémiai székfoglaló.) Közgazdasági Szemle 1923. 1–22.[20]
- A szerkesztő előszava. Közgazdasági Szemle 1925. 207–209.[21]
- Nationalökonomie. Theorie und Geschichte. (Gót betűkkel.) Meyer’s Wörterbuch (Közgazdasági lexikon) Halberstadt, 1925. Meyer 193. (2. kiadás 1926. 3. kiadás 1930. 4. kiadás 1933.)
- Támadások a közgazdaságtan néhány alaptétele ellen. Közgazdasági Szemle 1926. 253–264.[22]
- Konjunktúraelmélet és konjunktúrakutatás. Közgazdasági Szemle 1927. 1–20.[23]
- Vámpolitika és árszínvonal. Közgazdasági Szemle 193 3. 1–19.[24]
- Áralakulás és nemzeti jólét. Közgazdasági Szemle 1934. 308–340.[25]
- Közgazdasági Lexikon. Grill, Budapest, 1937 499.
- Diccionario de economia politica. (Közgazdasági lexikon spanyolul.) Editorial Labor S. A. Barcelona, 1937. 470. (2. kiadás 1941. 3. kiadás 1946. 4. kiadás 1950. 5. kiadás 1969, bevezető: Fabian Estape)
- Üzleti szellem és közérdek. A Mérnöki Továbbképző Intézet 1942. évi tanfolyamainak anyaga. (XV. köt. 7. füzet.) Egyetemi Nyomda Budapest, 1943. 161. (2. kiadás 1982)
- A közgazdasági elmélet története. Gergely R. Könyvkereskedése, Budapest, 1943. 602. (2. kiadás AULA, 2001.) Online hozzáférés
- Pénzügytan; 2. átdolg. kiad.; Magyar Közgazdasági Társaság, Bp., 1943
- Gávai Gaál Jenő ig. és r. tag emlékezete; MTA, Bp., 1943 (A Magyar Tudományos Akadémia elhunyt tagjai fölött tartott emlékbeszédek)
- A társadalmi gazdaságtan tudományának feladata a gyakorlati kérdésekkel szemben; Magyar Közgazdasági Társaság Békés Megyei Szervezete, Békéscsaba, 1988
- Közgazdaságtan, 1-2.; Közgazdasági és Jogi, Bp., 1988 (A társadalomtudományok magyar klasszikusai)
  - 1. Elméleti közgazdaságtan
  - 2. Alkalmazott közgazdaságtan; 4. teljesen átdolg. kiad.
- Etikai tudomány-e a közgazdaságtan?; vál., bev. Madarász Aladár; Aula, Bp., 2006 (Magyar közgazdasági klasszikusok)
- Forrás: Magyar Közgazdaságtörténeti Archívum. Tallózás szerzők neve szerint. Budapesti Corvinus Egyetem Heller Farkas[26]
- Heller, Farkas (1943) A közgazdasági elmélet története. Gergely R. Könyvkereskedése, Budapest[27]
- Heller, Farkas (1923) Közgazdaságtan 2. kötet. Közgazdasági politika. Németh József Könyvkiadóvállalata, Budapest. 2. átd. kiad.[28]
- Heller, Farkas (1921) Közgazdaságtan 1. kötet. Elméleti közgazdaságtan. Németh József Könyvkiadóvállalata, Budapest. 2. átd. kiad.[29]
- Heller, Farkas (1920) Sociálpolitika. Németh József Könyvkiadóvállalata, Budapest[30]
- Heller, Farkas (1920) Valutapolitika. Németh József Könyvkiadóvállalata, Budapest[31]
- Heller, Farkas (1904) A határhaszon elmélete. Politzer, Budapest[32]